# Карабаглы (Юрковский сельсовет)
Карабаглы — упразднённая железнодорожная станция (тип населённого пункта) в Тарумовском районе Дагестана. На момент упразднения входила в состав Юрковского сельсовета. Упразднена после 2002 года, население учитывается в составе села Привольный.

## Географическое положение
Располагалась у одноимённого железнодорожного разъезда на линии Кизляр — Астрахань Северо-Кавказской железной дороги, между железнодорожными путями и каналом Граневой, в 0,5 км к востоку от села Привольный.

## История
Населённый пункт возник в 1942 году в связи со строительством железнодорожного разъезда Кара-Баглы (или № 16) на линии Кизляр — Астрахань. В последний раз учтен в переписи 2002 года.

## Население
| 1970 | 1989 | 2002 |
| ---- | ---- | ---- |
| 85   | ↘50  | ↘44  |

Национальный состав
| № | Национальность | 1989 г. | 1989 г. | 2002 г. | 2002 г. |
| - | -------------- | ------- | ------- | ------- | ------- |
| № | Национальность | чел.    | %       | чел.    | %       |
| 1 | русские        | 45      | 90      | 16      | 36      |
| 2 | ногайцы        | 3       | 6       | 4       | 9       |
| 3 | немцы          | 2       | 4       | -       | -       |
| 4 | даргинцы       | -       | -       | 15      | 34      |
| 5 | казахи         | -       | -       | 6       | 14      |
| 6 | мордва         | -       | -       | 3       | 7       |